# Antiaritmici klase IV
Antiaritmici klase IV su ne–dihidropiridinski blokatori kalcijumskih kanala, koji snižavaju od kalcijuma zavisne akcione potencijale u tkivima sa sporim kanalima.

## Mehanizam dejstva
Antiaritmici klase IV usporavanjem provodljivost u SA i AV čvoru, u kojima povećanje akcionog potencijala zavisi od spore ulazne struje jona kalcijuma, usporavanje rada srce i zaustavljanje supraventrikularnu tahikardiju izazivaju parcijalnim AV blokom. Oni skraćuju plato akcionog potencijala i smanjuju jačinu kontrakcije. Smanjeni ulazak jona kalcijuma smanjuje naknadnu depolarizaciju i na taj način suprimira ekstrasistole.

## Indikacije
Lekovi iz ove grupe  se koriste primarno za lečenje (prekid) supraventrikularne tahikardije, zbog depresivnog učinka koji imaju na AV čvor Također se mogu koristiti za usporavanje frekvencije srčanih komora kod fibrilacije pretkomora ili undulacije pretkomora.

## Predstavnici
Predstavnici ove grupe antiaritmika su:
Verapamil
Verapamil se koristi za prevenciju ponovnog javljanja paroksizmalne supraventrikularne tahikardije i za smanjenje brzine kontrakcija komora kod pacijenata sa pretkomorskom fibrilacijom. I jedan oblik ventrikularne tahikardije (levi septalni ili Belhassen ventrikularna takikardija) može se tretirati verapamilom.
Antiaritmičko delovanje verapamil postiže produženjem refraktarnog perioda u atrioventrikularnom (AV) čvoru i usporavanjem sprovođenja AV sprovodnog sistema. Ovaj efekat omogućava usporenje frekvencije srčanih komora kod bolesnika sa hroničnim lepršanjem i treperenjem pretkomora. Hipotenzivno delovanje nastupa usled dilatacije glatke muskulature arterija i sniženja perifernog vaskularnog otpora.
Verapamil se brzo i skoro potpuno (90%) resorbuje nakon oralne primene. Vezivanje za proteine plazme je 90%. Metaboše se prvim prolazom kroz jetru u veći broj inaktivnih metabolita. Delovanje započinje 1 - 2 sata nakon oralne primene. Maksimalnu koncentraciju u plazmi postiže za 1 - 2 sata. Poluvreme eliminacije je 4 - 12 sati. Izlučuje se putem urina oko 80%, od čega 96% u obliku metabolita, a 4% u nepromijenjenom obliku. Putem fecesa se izlučuje oko 16% ovog leka.
Diltiazem
Diltiazem je alkaloid, a kao aktivnu supstancu sadrži diltiazem-hidrohlorid koja pripada grupi lekova pod nazivom blokatori kalcijevih kanala. Ispoljava svoje delovanje na taj način što dovodi do širenja krvnih sudova. Na taj način dolazi do pada krvnog pritiska, a istovremeno se srcu olakšava da pumpa krv u sve delove organizma. Pomaže u prevenciji bola u predelu grudne kosti kod pacijenata sa anginom pektoris.

## Mere opreza
Korištenje antiaritmika nije bezopasno, a da bi se sigurno davali, potrebno je dobro poznavanje pojedinosti o terapijskim i nuspojavama ove grupe antiaritmika.
Kako antiaritmici iz ove grupe naglo snižavaju vrednosti arterijskog krvnog pritiska treba ih koristiti sa oprezom.

## Spoljašnje veze
|  | Molimo Vas, obratite pažnju na važno upozorenje u vezi sa temama iz oblasti medicine (zdravlja). |